# Fosfometilpirimidinska sintaza
Fosfometilpirimidinska sintaza (EC 4.1.99.17, thiC (gen)) je enzim sa sistematskim imenom 5-amino-1-(5-fosfo--ribozil)imidazol format-lijaza (dekarboksilacija, formira 4-amino-2-metil-5-fosfometilpirimidin). Ovaj enzim katalizuje sledeću hemijsku reakciju
5-amino-1-(5-fosfo--ribozil)imidazol + S-adenozil-L-metionin {\displaystyle \rightleftharpoons }
4-amino-2-metil-5-fosfometilpirimidin + 5'-dezoksiadenozin + L-metionin + format + CO
Ovaj enzim sadrži 4Fe-4S klaster.

## Literatura
- Nicholas C. Price; Lewis Stevens (1999). Fundamentals of Enzymology: The Cell and Molecular Biology of Catalytic Proteins (Third изд.). USA: Oxford University Press. ISBN 019850229X.
- Eric J. Toone (2006). Advances in Enzymology and Related Areas of Molecular Biology, Protein Evolution (Volume 75 изд.). Wiley-Interscience. ISBN 0471205036.
- Branden C; Tooze J. Introduction to Protein Structure. New York, NY: Garland Publishing. ISBN 0-8153-2305-0.
- Irwin H. Segel. Enzyme Kinetics: Behavior and Analysis of Rapid Equilibrium and Steady-State Enzyme Systems (Book 44 изд.). Wiley Classics Library. ISBN 0471303097.
- William P. Jencks (1987). Catalysis in Chemistry and Enzymology. Dover Publications. ISBN 0486654605.

## Spoljašnje veze
- Phosphomethylpyrimidine+synthase на 